# Dysdera bidentata
Dysdera bidentata là một loài nhện trong họ Dysderidae.
Loài này thuộc chi Dysdera. Dysdera bidentata được miêu tả năm 1990 bởi Dunin.